# Mekina
Mekina je priimek več znanih ljudi:
- France Mekina, partizan prvoborec in častnik JLA
- Borut Mekina, raziskovalni novinar
- Igor Mekina, raziskovalni novinar
- Leopoldina Mekina (1908 - 1945) partizanka in politična aktivistka
- Svetlana Vasović Mekina (*1961), srbsko-slovenska novinarka